# Новые Милешты
Новые Милешты (рум. Mileștii Noi, Милештий Ной) — село в Яловенском районе Молдавии. Наряду с селом Резены входит в состав коммуны Резены.

## География
Село расположено на высоте 48 метров над уровнем моря.

## Население
По данным переписи населения 2004 года, в селе Милештий Ной проживает 546 человек (262 мужчины, 284 женщины).
Этнический состав села:
| Национальность | Число жителей | Процентный состав |
| -------------- | ------------- | ----------------- |
| молдаване      | 526           | 96.34             |
| румыны         | 16            | 2.93              |
| украинцы       | 2             | 0.37              |
| русские        | 2             | 0.37              |
| Всего          | 546           | 100%              |